# Municipio de Riverton (Minnesota)
El municipio de Riverton (en inglés: Riverton Township) es un municipio ubicado en el condado de Clay en el estado estadounidense de Minnesota. En el año 2010 tenía una población de 446 habitantes y una densidad poblacional de 4,81 personas por km².

## Geografía
El municipio de Riverton se encuentra ubicado en las coordenadas 46°49′59″N 96°28′7″O / 46.83306, -96.46861. Según la Oficina del Censo de los Estados Unidos, el municipio tiene una superficie total de 92.7 km², de la cual 92,69 km² corresponden a tierra firme y (0 %) 0 km² es agua.

## Demografía
Según el censo de 2010, había 446 personas residiendo en el municipio de Riverton. La densidad de población era de 4,81 hab./km². De los 446 habitantes, el municipio de Riverton estaba compuesto por el 98,65 % blancos, el 0,22 % eran asiáticos y el 1,12 % eran de una mezcla de razas. Del total de la población el 0,9 % eran hispanos o latinos de cualquier raza.